# Recherches linguistiques de Vincennes
Recherches linguistiques de Vincennes est une revue scientifique publiant en français ou anglais les derniers résultats de la recherche consacrés à la linguistique contemporaine.
La revue se donne pour but de diffuser les résultats de la recherche récente au sein de la communauté linguistique française et internationale. Bien que les études consacrées à la phonologie, à la morpho-syntaxe et à la sémantique prédominent, la revue aborde volontiers des thèmes transversaux, en particulier ceux qui mettent au jour les rapports entre linguistique formelle et linguistique cognitive.
Recherches linguistiques de Vincennes est une revue dont les numéros de plus de 4 ans sont disponibles en accès libre sur le portail OpenEdition Journals.